# Língua ameaçada de extinção

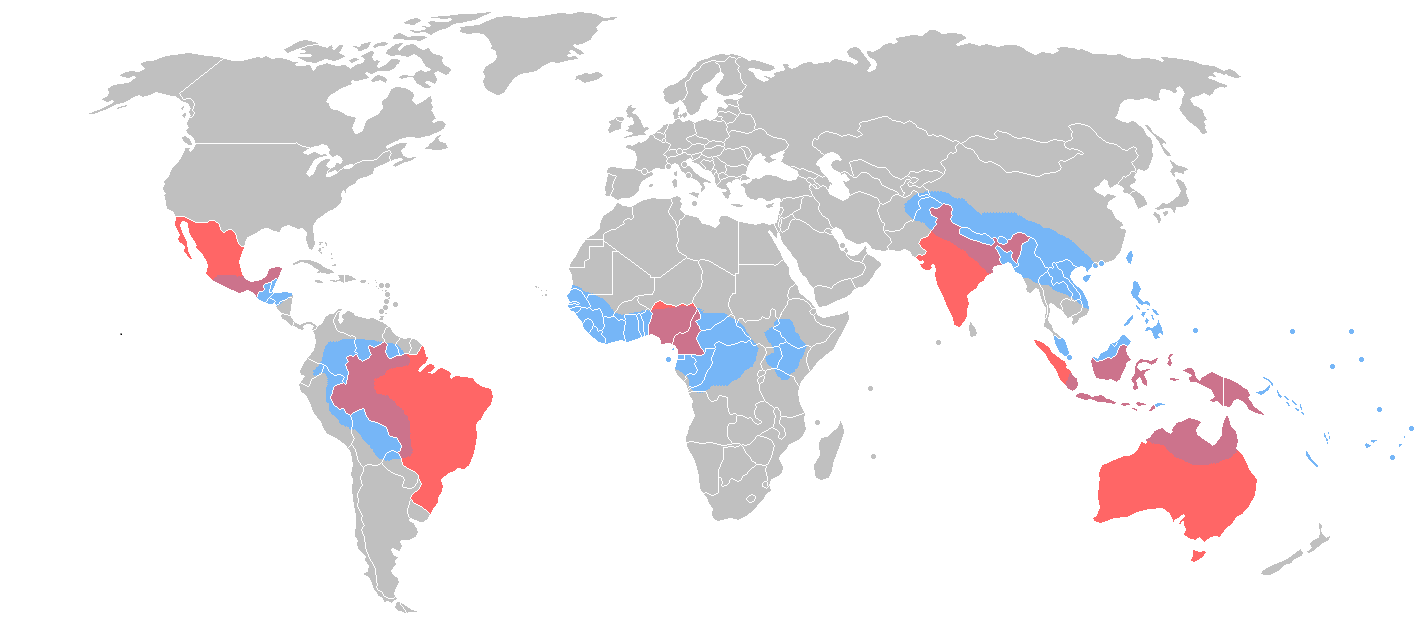
Mais de 50% das línguas do mundo estão localizadas em apenas oito países (em vermelho no mapa): Índia, Brasil, México, Austrália, Indonésia, Nigéria, Papua-Nova Guiné e Camarões. Nestes países e na região ao redor deles há a maior diversidade linguística do mundo (em azul no mapa).

Uma língua ameaçada de extinção é uma língua que está em risco de cair em desuso. Se perder todos os seus falantes nativos, torna-se uma língua morta. Se, eventualmente, ninguém falar a língua, torna-se uma
"língua extinta".
O número total de línguas no mundo não é conhecido e as estimativas variam dependendo de diversos fatores. Michael E. Krauss estimou que existem cerca de 6 000 línguas em uso ativo, em 2007. A UNESCO também usa esse número.
Uma das agências de pesquisa mais ativa é SIL International, mantém um banco de dados Ethnologue, que se mantém atualizado com as contribuições dos linguistas globalmente. Sua contagem de 2005 do número de línguas em seu banco de dados, excluindo os duplicados em diferentes países, é 6 912, dos quais 32,8% (2 269) estão na Ásia e 30,3% (2092) estão na África. Este registro contemporâneo deve ser considerado como um número variável dentro de um intervalo. Michael E. Krauss notificou em 2007: "O valor total mundial que eu tenho usado é de 6 000 línguas existentes, um número redondo que produz uma milionésima parte da população humana, uma espécie de número do meio ...."
A UNESCO, fortemente influenciada por Michael E. Krauss e Stephen Wurm, adotou o número redondo 6 000 e o critério "new speaker" na tentativa de definir línguas ameaçadas.